# Albert Benker
Albert Benker, nemški statistik, * 12. april 1930, † 4. april 2015.

## Odlikovanja in nagrade
Leta 1995 je prejel častni znak svobode Republike Slovenije z naslednjo utemeljitvijo: »za zasluge in osebni prispevek pri modernizaciji statistike in avtomatske obdelave podatkov v Republiki Sloveniji«.